# Халецький Олександр Семенович
Олександр Семенович Халецький (також Калецький; нар. 21 квітня 1946, Мончегорськ, Мурманська область, Російська РФСР) — американський письменник, художник, автор-виконавець, актор кіно.
Закінчив вище театральне училище імені Б. Щукіна, працював в театрі і кіно.
В 1971 знявся в українському фільмі «Де ви, лицарі?».
Писав і виконував пісні в московському андеграунді. У 1975 році разом з дружиною, актрисою Оленою Брацлавською, гастролював по Америці, де давав власні концерти. Того ж року, побоюючись арешту КДБ, емігрував до США, де став відомий як художник і письменник.
Картини виставляються в галереях Нью-Йорка, Чикаго, Балтімора, Лондона і Амстердама.
Автобіографічний роман «Метро» був виданий в США в 1985 році, став бестселером, перекладений багатьма мовами.